# Belarussische Sprache

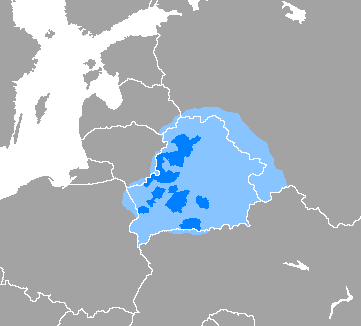
Sprachgebiet (dunkelblau: Mehrheitssprache, hellblau: Minderheitssprache)

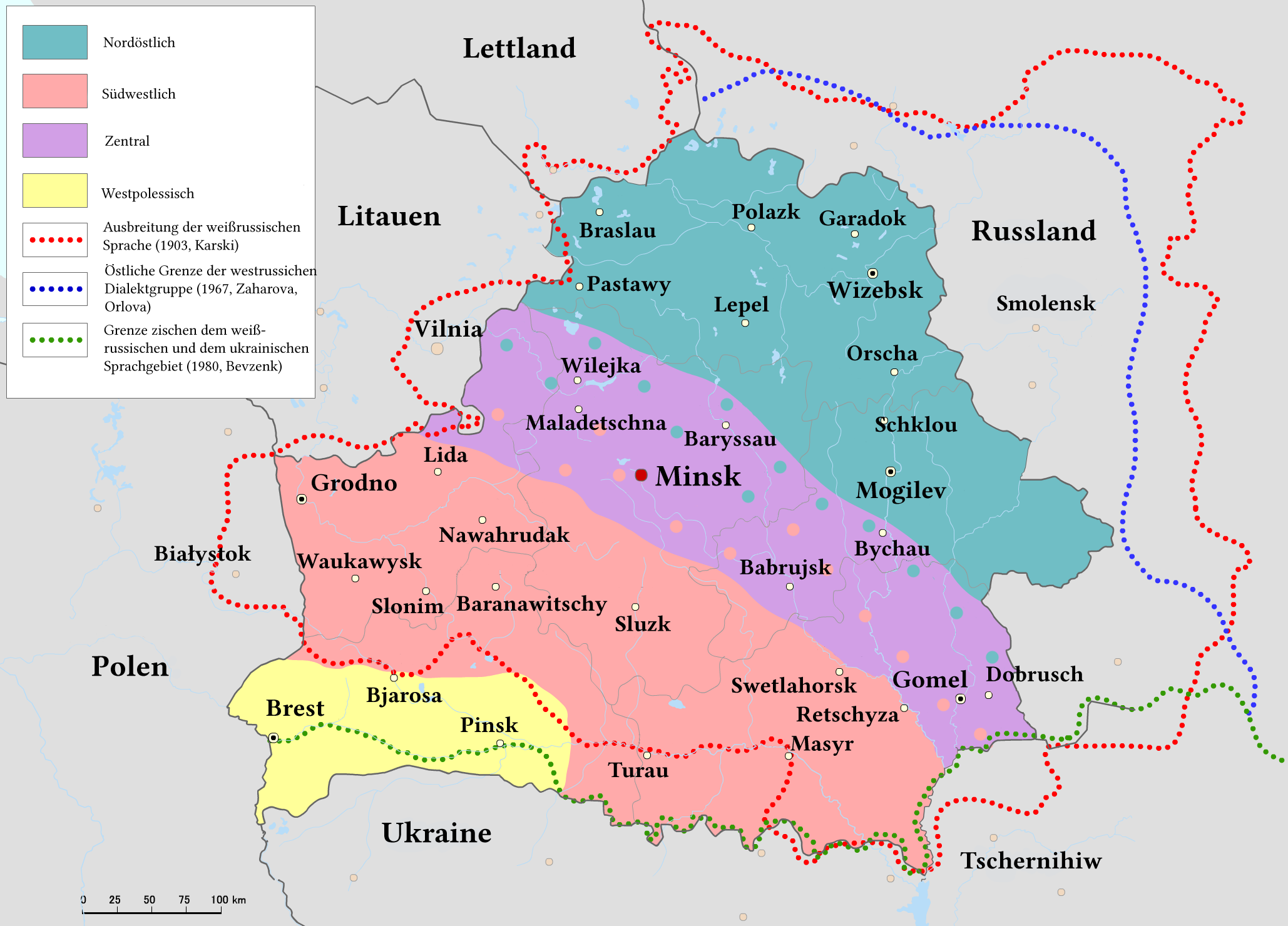
Dialekte

Die belarussische Sprache, auch belarusische Sprache oder weißrussische Sprache (Belarussisch bzw. Belarusisch und Weißrussisch, veraltet Belorussisch oder Weißruthenisch, Eigenbezeichnung беларуская мова belaruskaja mowa), ist eine ostslawische Sprache, deren Sprecherzahl sehr unterschiedlich angegeben wird und zwischen etwa 2,5 und etwa 7,9 Millionen Muttersprachlern liegt. Die Mehrheit der Muttersprachler lebt in Belarus, wo es neben dem Russischen eine der beiden Amtssprachen ist. Eine Minderheit lebt in Russland und der Gegend um Białystok in Polen. Die belarussische Sprache stammt von der ruthenischen Sprache ab und wird heute mit einer Variante der kyrillischen Schrift, selten auch in der Lateinschrift Łacinka, geschrieben.

## Sprachgeschichte
Das Belarussische hat sich im Mittelalter aus dem Altostslawischen unter dem Einfluss von mündlichen Dialekten auf dem Territorium des heutigen Belarus ansässiger Stämme entwickelt. Zu den Sprachdenkmälern, die erste belarussische Sprachzüge aufweisen, zählen unter anderem der Vertrag von Smolensk aus dem Jahre 1229 sowie Predigten des Bischofs Kyrill von Turaŭ (1130–1182), die sich der ruthenischen Sprache bedienten.

### 15.–18. Jahrhundert: Ruthenische Sprache/Altbelarussisch
Das Ruthenische erlebte in der Epoche des Großfürstentums Litauen seine Blütezeit, die in der Literatur als „Goldenes Zeitalter“ gilt. Es wurde Staats- und Urkundensprache und fungierte als „Hauptmittel der überdialektalen schriftlichen Kommunikation im multiethnischen Staat“.
Die litauische Personalunion mit Polen (1569) führte zu einer Polonisierung in der Kultur und Sprache und zur Verdrängung des Ruthenischen aus allen gesellschaftlichen Bereichen. Bereits zu Beginn des 18. Jh. existierte sie nicht mehr in schriftlicher Form und wurde nur noch von belarussischen Bauern und vom Kleinbürgertum gesprochen. Nach der Zerschlagung des polnisch-litauischen Staates (1795) gehörten die belarussischen Territorien bis zur Bildung der BSSR (1919) zum Russischen Reich. Damit verlor das Land seine Staatlichkeit und das Prestige des Ruthenischen sank zugunsten des Russischen als offizielle Sprache noch weiter ab. Die gescheiterten Befreiungsbestrebungen von 1817–1840 hatten eine Verstärkung der Russifizierungspolitik zur Folge. Das Ruthenische wurde als ein minderwertiger Dialekt des Russischen abgetan und im Schulwesen verboten.

### 19.–20. Jahrhundert: Ausbau zur belarussischen Standardsprache
In der Mitte des 19. Jh. nahm die schriftliche Tradition der altbelarussischen Sprache nach einer fast zweihundert Jahre langen Unterbrechung ihren Neuanfang. Es entstanden erste literarische Werke in einer neuen belarussischen Schriftsprache, die sich auf die nordöstlichen Dialekte des Belarussischen stützte, um sich bewusst von der adelig-intellektuellen Tradition des Russischen und des Polnischen abzusetzen. Als erstes Werk gilt eine zwischen 1812 und 1830 entstandene anonyme Übersetzung der Aeneis, Eneida nawywarat „Aeneis umgedreht“.
Erst nach der Revolution von 1905 konnten legal Bücher und Zeitungen gedruckt werden. Von 1903 bis 1911 erschien in Warschau das wichtige Werk Belorussy. Jazyk belorusskowo naroda von Jauchim Karski, in dem die Schriftsprache kodifiziert wurde. Eine wichtige Rolle spielte in dieser Zeit ferner die ab 1906 erschienene Zeitschrift Nascha Niwa („Unsere Flur“).
1917 scheiterte der erste Versuch, einen eigenen weißrussischen Staat zu gründen, danach lebten die meisten Belarussen in der Sowjetrepublik Weißrussland, ein kleinerer Teil in Polen. In der Sowjetunion konnte sich das Belarussische bis Ende der 1920er Jahre frei entfalten, danach geriet es wieder unter deutlichen Druck des Russischen. 1933 wurde durch eine Orthographiereform die Annäherung an das Russische erzwungen, auch Wortschatz und Grammatik standen seitdem unter russischem Einfluss. Das gleiche Schicksal ereilte das Belarussische in den polnischen Gebieten, die 1939 an die Sowjetunion angeschlossen wurden.
Erst unter der Perestroika kam es zu einer Wiederbelebung der belarussischen Schriftsprache, die im Januar 1990 zur Staatssprache der Sowjetrepublik Weißrussland erklärt wurde. Die darauf folgende kurze Blüte, „Wiedergeburt“ (belarussisch Adradschenne) genannt, endete aber durch die Einführung des Russischen als weiterer Amtssprache durch Präsident Lukaschenka im Jahre 1994/95 wieder. Es gab auch Bestrebungen, die 1933 abgeschaffte traditionelle Orthographie (nach ihrem Entwickler Branislau Taraschkewitsch unter dem Namen Taraschkewiza, Taraškievica, тарашкевіца, oder als die „klassische Variante“ bekannt) wiedereinzuführen. Seit dieser Zeit konkurrieren faktisch zwei Systeme, nämlich die Taraškievica (von Emigranten und aktiven Belarussischsprechern bevorzugt) und die sowjetische Narkomauka (наркомаўка, bis heute immer noch offizieller Standard).
Gegenwärtig wird die belarussische Schriftsprache nur von einer kleinen intellektuellen Schicht in den Städten gesprochen. Auf dem Land sind belarussische Dialekte verbreitet sowie eine Übergangsform zwischen dem Belarussischen und dem Russischen, die abwertend als Trassjanka („Gemenge aus Getreidekörnern und Kleinstroh“) bezeichnet wird; der größte Teil der Stadtbevölkerung spricht Russisch. Im Bildungssystem ist das Belarussische nur schwach verankert, im Sommer 2003 wurde gegen starken Widerstand der Schüler und Lehrer das einzige Gymnasium mit belarussischer Unterrichtssprache geschlossen. Viele Belarussen befürchten, dass ein völliges Aufgehen des Belarussischen im Russischen fast nicht mehr zu verhindern sei. Die Lage der belarussischen Sprache in Belarus wird mit jener der irischen Sprache in der Republik Irland verglichen.
Zudem hat sich mit einer Bewegung, die das Westpolessische zu einer eigenen Sprache ausbauen will, eine weitere Zersplitterung ergeben.
Allerdings ist  nach der Annexion der Krim durch Russland eine stärkere Förderung der belarussischen Sprache zu beobachten, wodurch eine gewisse inhaltliche Annäherung zwischen Staatsführung und den oft oppositionellen Intellektuellen festzustellen ist.

## Schrift und Orthographie
Bis zum Ende des 17. Jahrhunderts wurde das Belarussische größtenteils kyrillisch geschrieben. Vom Ende des 16. Jahrhunderts bis zum Beginn des Zweiten Weltkrieges wurden kyrillische und lateinische Schriften (Łacinka) verwendet. Allerdings wurde die Lateinschrift im Jahr 1912 in Zentral- und Ostbelarus durch die Kyrillica ersetzt (später, im Jahr 1939, auch im polnischen Westbelarus). Somit wird die heutige belarussische Schriftsprache mit kyrillischer Schrift geschrieben. Das Alphabet umfasst 32 Buchstaben (10 für Vokale, 21 für Konsonanten und ein weiches Zeichen); vgl. die folgende Tabelle:
| Buchstabe | Transliteration | Deutsche Transkription | Hinweis                                          |
| --------- | --------------- | ---------------------- | ------------------------------------------------ |
| А а       | A a             | A a                    |                                                  |
| Б б       | B b             | B b                    |                                                  |
| В в       | V v             | W w                    |                                                  |
| Г г       | H h             | H h                    |                                                  |
| Ґ ґ       | G g             | G g                    | Derzeit nicht Teil der offiziellen Orthographie  |
| Д д       | D d             | D d                    |                                                  |
| Е е       | E e             | E e                    | Am Wortanfang „je“, nach Vokalen und nach ь „je“ |
| Ё ё       | Ë ë             | Jo jo                  |                                                  |
| Ж ж       | Ž ž             | Sch sch                | Weich; wie in Journal                            |
| З з       | Z z             | S s                    | Wie in Saft                                      |
| І і       | I i             | I i                    |                                                  |
| Й й       | J j             | J j                    |                                                  |
| К к       | K k             | K k                    |                                                  |
| Л л       | L l             | L l                    |                                                  |
| М м       | M m             | M m                    |                                                  |
| Н н       | N n             | N n                    |                                                  |
| О о       | O o             | O o                    |                                                  |
| П п       | P p             | P p                    |                                                  |
| Р р       | R r             | R r                    |                                                  |
| С с       | S s             | S s                    | Zwischen Vokalen ss                              |
| Т т       | T t             | T t                    |                                                  |
| У у       | U u             | U u                    |                                                  |
| Ў ў       | Ŭ ŭ             | U u                    |                                                  |
| Ф ф       | F f             | F f                    |                                                  |
| Х х       | Ch ch           | Ch ch                  |                                                  |
| Ц ц       | C c             | Z z                    |                                                  |
| Ч ч       | Č č             | Tsch tsch              |                                                  |
| Ш ш       | Š š             | Sch sch                |                                                  |
| Ы ы       | Y y             | Y y                    |                                                  |
| Ь ь       | ʼ               | –                      | Vor Vokalen j                                    |
| Э э       | Ė ė             | E e                    |                                                  |
| Ю ю       | Ju ju           | Ju ju                  |                                                  |
| Я я       | Ja ja           | Ja ja                  |                                                  |

Das Buchstabeninventar entspricht etwa dem des Russischen bzw. des Ukrainischen. Typisch belarussisch ist der Buchstabe ў, der (außer im Dunganischen in Kirgisistan und im Yupik der Tschuktschen-Halbinsel) nur in dieser Sprache vorkommt, ferner ist das Trema bei der Schreibung des ë obligatorisch (anders als im Russischen). Dem Belarussischen fehlen die russischen Buchstaben и, щ und ъ (als Trennzeichen wird der Apostroph ʼ verwendet). Dafür hat die Schrift zusätzlich і, ў und den Apostrophen. Im Vergleich mit dem Ukrainischen fehlen ihr die Buchstaben ї und є (dafür hat es zusätzlich ы, э, ë und ў).
Die Rechtschreibung des Belarussischen ist phonetisch, das heißt, sie richtet sich weitgehend nach der Aussprache. Dies bedeutet auch, dass anders als im Russischen an die Stelle des unbetonten o das mit der Aussprache eher korrespondierende a tritt. Dadurch entsteht ein deutlicher Unterschied des Schriftbilds zum Russischen und Ukrainischen, vgl. etwa belarussisch вада „Wasser“ gegenüber russisch вода – die Wörter werden gleich ausgesprochen.
Die Buchstabenverbindungen дж und дз werden manchmal als eigene Einheiten behandelt, da sie auch nur einen Laut bezeichnen. In diesen Fällen folgen sie im Alphabet als eigene Buchstaben nach д.
Ein Problem der belarussischen Orthographie besteht darin, dass sowohl der Laut h wie auch der Laut g durch den Buchstaben г wiedergegeben werden. Bis 1933 wurde für g ein eigener Buchstabe ґ verwendet (wie im Ukrainischen), seine Wiedereinführung wird erwogen.
Die Schreibung des Belarussischen in Lateinschrift (Łacinka) orientiert sich an der polnischen Orthographie, weist aber auch Buchstaben mit weiteren Diakritika auf (z. B. š mit Haček, ŭ mit Breve) und verwendet (anders als das Polnische) den Buchstaben v statt w. Charakteristisch ist auch für sie eine phonetische Schreibung („Wasser“ heißt dann also vada).
Es gibt eine offizielle Regel der Republik Belarus für Transliteration geografischer Begriffe, die der Łacinka ähnelt, siehe Łacinka#Łacinka heute.

## Grammatik
Die Grammatik des Belarussischen unterscheidet sich nicht wesentlich von der anderer slawischer Sprachen. Im Einzelnen kann Folgendes gesagt werden:
- Die Substantive weisen drei Genera auf (Maskulina, Feminina, Neutra), die sich wiederum in belebte und unbelebte aufteilen. Es gibt sechs Kasus und zwei Numeri, Singular und Plural. Auffällig ist, dass die Deklination der Substantive stärker ausgeglichen ist als etwa im Russischen oder im Tschechischen, was dadurch zu erklären ist, dass die weißrussische Standardsprache im 19. Jahrhundert aus der Volkssprache hervorgegangen ist und keine direkte Kontinuität zum Altweißrussischen besteht.
- Die Adjektive haben die aus anderen slawischen Sprachen bekannten prädikativen Formen (sog. Kurzformen) eingebüßt.
- Das Verbum weist vier Tempora auf, neben Präsens, Präteritum und Futur auch das in slawischen Sprachen seltene Plusquamperfekt, außerdem die für die slawischen Sprachen charakteristische Kategorie des Aspekts. Das System der Partizipien und Adverbialpartizipien ist weniger entwickelt als in anderen slawischen Sprachen.

## Morphologie
Die belarussische Sprache gehört zu den Sprachen mit einem stark entwickelten Flexionssystem. Das Verhältnis der Substantive und der Verben zueinander wird oft mit dem Begriff der Kompensation bezeichnet: je ausgebildeter die nominalen Wortarten sind, desto ärmer ist die Wortart Verb und umgekehrt.
Wesentliche syntaktische Funktionen im Satz werden im Belarussischen durch die Nominalreflexion signalisiert, häufig in Verbindung mit Präpositionen.
Es werden zehn Wortarten unterschieden: Substantiv (назоўнік), Adjektiv (прыметнік), Numerale (лічэбнік), Verb (дзеяслоў), Adverb (прыслоўе), Pronomen (займеннік), Präposition (прыназоўнік), Konjunktion (злучнік), Partikel (часціца) und Interjektion (выклічнік).

## Deklination
Nach Endungstypen werden die Substantive in drei Deklinationen unterteilt:
1. Deklination bilden die maskulinen und neutralen Substantive mit den für diese Genera typischen Merkmalen: Nom. Sg. als bloßer Stamm auf einen Konsonanten bei den Maskulina und Nom. Sg. -o(-a),-e(-ё) Endung bei den Neutra
| Nom.   | стол    | конь   | aкно   | поле   |
| ------ | ------- | ------ | ------ | ------ |
| Gen.   | стал-а  | кан-я  | акн-а  | пол-я  |
| Dat.   | стал-у  | кан-ю  | акн-у  | пол-ю  |
| Akk.   | стол    | кан-я  | акн-о  | пол-е  |
| Instr. | стал-ом | кан-ëм | акн-ом | пол-ем |
| Präp.  | стал-е  | кан-i  | акн-е  | пол-i  |

Zur 2. Deklination gehören feminine Substantive mit der für den Nom. Sg -a (-я) Endung
In der 3. Deklination sind verschiedene Feminina mit einem für dieses Genus „untypischen“ bloßen Stamm auf einen weichen Konsonanten.

## Syntax
Um syntaktische Beziehungen zu vermitteln, verwendet die belarussische Sprache hauptsächlich Flexionen abänderbarer Wörter. Untergeordnete Konjunktionen zwischen Wörtern werden durch Präpositionen gebildet, die mit den Formen indirekter Fälle von Substantiven, Pronomen und Numeralien kombiniert werden. Koordinierende Konjunktionen werden verwendet, um homogene Satzglieder zu verbinden. Unterordnende Konjunktionen und verwandte Wörter bilden die Verbindung zwischen Haupt- und Nebensatz. Wortstellung und Ton dienen als Indikatoren für die syntaktische Bedeutung.
Die belarussische Sprache hat neben ihrer Syntax viele Gemeinsamkeiten mit anderen slawischen Sprachen hinsichtlich der Regeln für den Aufbau eines Satzes und der Ausdrucksmöglichkeiten für Haupt- und Nebensatz.
Sie hat auch spezifische syntaktische Merkmale. Diese Besonderheit liegt in der Bevorzugung bestimmter Wortverbindungen und Satzmodelle, in der syntaktischen Synonymie und in der Originalität der syntaktischen Funktionen einiger morphologischer Formen.

## Wortschatz
Der Wortschatz des Belarussischen setzt sich aus verschiedenen Schichten zusammen. Neben dem slawischen Erbwortschatz und einigen Einflüssen des Kirchenslawischen sind vor allem Entlehnungen aus dem Polnischen charakteristisch, die hingegen dem Russischen überwiegend fehlen. Vgl. etwa belarussisch дзякаваць (dsjakawaz) „danken“ gegenüber russisch благодарить (blagodarit) und polnisch dziękować, belarussisch цікавы (zikawy) „interessant“ wie polnisch ciekawy usw. In der Zwischenkriegszeit waren belarussische Linguisten bemüht, statt polnischer (und russischer) Lehnwörter eigene Wörter auf der Grundlage von Dialektwörtern zu bilden, ab 1933 wurde der Fachwortschatz jedoch gezielt russifiziert.

## Sprachvergleich
| Belarussisch Беларуская мова (Belaruskaja mowa)                                       | Ukrainisch Українська мова (Ukrajinska mowa) | Russisch Русский язык (Russki jasyk) | Bulgarisch Български език (Balgarski esik)                | Serbisch (Српски језик) (Srpski jezik)                | Polnisch (Język polski) | Deutsch                   |
| ------------------------------------------------------------------------------------- | -------------------------------------------- | ------------------------------------ | --------------------------------------------------------- | ----------------------------------------------------- | ----------------------- | ------------------------- |
| Вітаю/Witaju; Добры дзень/Dobry dzień                                                 | Вітаю/Witaju                                 | Здравствуйте/Sdrawstwujte            | Здравейте/Sdrawejte                                       | Здраво/Zdravo                                         | Witam                   | Hallo; Guten Tag          |
| Вітаю/Witaju                                                                          | Привіт/Prywit                                | Привет/Priwet                        | Здравей/Sdrawej Здрасти/Sdrasti                           | Ћао/Ćao                                               | Cześć                   | Hallo                     |
| Так/Tak Не/Ne                                                                         | Так/Tak Ні/Ni                                | Да/Da Нет/Net                        | Да/Da Не/Ne                                               | Да/Da Не/Ne                                           | Tak Nie                 | Ja Nein                   |
| Дзякуй/Dsjakuj                                                                        | Дякую/Djakuju                                | Спасибо/Spassibo                     | Благодаря ви/Blagodarja wi                                | Хвала/Hvala                                           | Dziękuję                | Danke                     |
| Спадар (Пан)/Spadar (Pan) Спадарыня (Пані)/Spadarynja (Pani) Спадарычна/Spadarytschna | Пан/Pan Пані/Pani Панна/Panna                | Господин/Gospodin Госпожа/Gosposcha  | Господин/Gospodin Госпожа/Gosposcha Госпожица/Gosposchiza | Господин/Gospodin Госпођа/Gospođa Госпођица/Gospođica | Pan Pani Panna          | Herr Frau Fräulein        |
| Выдатна/Wydatna; файна/fajna                                                          | Відмінно/Widminno; файно/fajno               | Отлично/Otlitschno                   | отличен/Otlitschen                                        | Одлично/Odlično                                       | Fajnie                  | Vorzüglich; ausgezeichnet |